# Michael Sauer
Michael Sauer (ur. 27 sierpnia 1941 w Recklinghausen) – niemiecki lekkoatleta, trójskoczek. W czasie swojej kariery reprezentował Republikę Federalną Niemiec.
Zdobył brązowy medal na uniwersjadzie w 1965 w Budapeszcie.
Na pierwszych europejskich igrzyskach halowych w 1966 w Dortmundzie zdobył srebrny medal przegrywając tylko z Șerbanem Ciochiną z Rumunii. Zajął 6. miejsce na mistrzostwach Europy w 1966 w Budapeszcie. Na europejskich igrzyskach halowych w 1967 w Pradze zajął 5. miejsce.
Zwyciężył na uniwersjadzie w 1967 w Tokio. Zajął 7. miejsce w trójskoku i 8. miejsce w skoku w dal na europejskich igrzyskach halowych w 1968 w Madrycie. Odpadł w kwalifikacjach trójskoku na igrzyskach olimpijskich w 1968 w Meksyku. Zajął 4. miejsce na europejskich igrzyskach halowych w 1969 w Belgradzie i na halowych mistrzostwach Europy w 1970 w Wiedniu oraz 8. miejsce na halowych mistrzostwach Europy w 1971 w Sofii.
Zajął 4. miejsce na mistrzostwach Europy w 1971 w Helsinkach i 6. miejsce na halowych mistrzostwach Europy w 1972 w Grenoble.
Sauer był mistrzem RFN w trójskoku w latach 1963–1965 i 1967–1971 oraz brązowym medalistą w tej konkurencji w 1961, a w hali mistrzem w latach 1963–1972 i 1979 oraz brązowym medalistą w latach 1973–1976. Był również brązowym medalistą w skoku w dal na otwartym stadionie w 1963 oraz mistrzem w tej konkurencji w hali w 1968 i brązowym medalistą w 1964, 1965 i 1967.
Trzykrotnie poprawiał rekord RFN w trójskoku do rezultatu 16,65 m osiągniętego 6 sierpnia 1967 w Stuttgarcie.
Później pracował przez wiele lat jako dziennikarz sportowy w Südwestfunk, a następnie w ZDF. W 1997 otrzymał Krzyż Kawalerski Orderu Zasługi Republiki Federalnej Niemiec.